# Lijst van zwemmers
Dit is een alfabetische lijst van zwemmers.
Dit overzicht is mogelijk incompleet; u kunt helpen door het uit te breiden.

## A
Stefan Aartsen - Carolyn Adel - Jasper Aerents - Robin van Aggele - Triin Aljand - Franziska van Almsick - Jopie van Alphen - Therese Alshammar - Irina Amsjennikova - Greta Andersen - Mayumi Aoki - Duncan Armstrong - Örn Arnarson - Gisela Arendt - Eva Arndt - Isabelle Arnould - Pär Arvidsson - Alia Atkinson - Garnet Ault

## B
Madelon Baans - Jeroen Baars - Svetlana Babanina - Shirley Babashoff - Hetty Balkenende - Linda Bank - Georgina Bardach - Bengt Baron - Marie Baron - Mike Barrowman - Sybil Bauer - Alex Baumann - Truus Baumeister - René Bauwens - Ward Bauwens - Amanda Beard - Brigitte Becue - Rie Beisenherz - Melissa Belote - Bouke Benenga - Lamme Benenga - Conny van Bentum - Daniella van den Berg - Alain Bernard - Joseph Bernardo - Toos Beumer - Simonas Bilis - Klenie Bimolt - Matt Biondi - Gérard Blitz - Johannes Dirk Bloemen - Pernille Blume - Linda de Boer - Victor Boin - Jean Boiteux - Ada Bolten - Svetlana Bondarenko - Lies Bonnier - Bob Bonte - Johan Bontekoe - Albert Boonstra - Arne Borg - Björn Borg - Gustavo Borges - Ihor Borysyk - Tine Bossuyt - Elise Bouwens - Jan Bouwman - George Bovell - Dorothea Brandt - Marie Braun - Emiliano Brembilla - Karin Brienesse - Enith Brigitha - Tessa Brouwer - Ton Brouwer - Greta Brouwers - Inge de Bruijn - Rika Bruins - Maarten Brzoskowski - Kira Bulten - Hansje Bunschoten - Cameron van der Burgh - Lynn Burke - Antje Buschschulte - Cobie Buter - Kimberly Buys - Herman de By

## C
Sandra Cam - Bronte Campbell - Cate Campbell - Jeanette Campbell - Christine Caron - Jacob Carstensen - Beatrice Căslaru - Milorad Čavić - Anton Cerer - Henrik Christiansen - Chad le Clos - Joseph Cludts - Tiffany Cohen - Carin Cone - Joyce Cooper - Jonas Coreelman - Johan Cortlever - Félicien Courbet - Kirsty Coventry - Buster Crabbe - Ian Crocker - Louis Croenen - László Cseh - Ferenc Csik - Ann Curtis - Konrad Czerniak

## D
Sade Daal - Alexander Dale Oen - Gijs Damen - José Damen - Eszter Dara - Tamás Darnyi - Uwe Daßler - Frédérik Deburghgraeve - Joseph De Combe - Brendon Dedekind - Gé Dekker - Inge Dekker - Lia Dekker - Ron Dekker - Dieter Dekoninck - Rick DeMont - Stijn Depypere - Gilles De Wilde - Stefan de Die - Nelson Diebel - Ines Diers - Edith van Dijk - Tom Dolan - Duje Draganja - Dion Dreesens - Elt Drenth - Nick Driebergen - Frank Drost - Johannes Drost - Monique Drost - Peter Drost - Fabienne Dufour - Jason Dunford - Matthew Dunn - Nate Dusing - Patrick Dybiona - Marjolein Delno - Caeleb Dressel

## E
Diane Edelijn - Gertrude Ederle - Jade Edmistone - Fred Eefting - Krisztina Egerszegi - Merijn Ellenkamp - Ellen Elzerman - Hans Elzerman - Henk Elzerman - Josien Elzerman - Kornelia Ender - Anthony Ervin - Franck Esposito - Blair Evans - Gwynne Evans - Janet Evans

## F
Rodolfo Falcón - Iet van Feggelen - Hendrik Feldwehr - Thomas Felten - Lyndon Ferns - Sergej Fesikov - Fernand Feyaerts - Peter Fick - Domenico Fioravanti - Mathieu Fonteyn - Mark Foster - Dawn Fraser - Bruno Fratus - Heike Friedrich - Lotte Friis - Lars Frölander

## G
Greetje Galliard - Hanser García - Nel Garritsen - Cocky Gastelaars - Pie Geelen - Cor van Gelder - Martha Genenger - Aleksandra Gerasimenia - Yseult Gervy - Carla Geurts - Ute Geweniger - Nick Gillingham - Fabien Gilot - Kreshnik Gjata - Sofie Goffin - Brian Goodell - Hans van Goor - Hugo Goossen - Shane Gould - Jed Graef - Yoris Grandjean - Petra Granlund - Oscar Grégoire - Judy Grinham - Chantal Groot - Jannie de Groot - Michael Groß - Guilherme Guido - Károly Güttler - Dániel Gyurta

## H
Ada den Haan - Grant Hackett - Alfréd Hajós - Gary Hall - Gary Hall jr. - Roger van Hamburg - Brendan Hansen - Jessica Hardy - Joan Harrison - Dagmar Hase - Willy Haverlag - Brett Hawke - Femke Heemskerk - Marianne Heemskerk - François Heersbrandt - Linsy Heister - John Hencken - Lander Hendrickx - Mélanie Henique - Thamar Henneken - Sabine Herbst - Stefan Herbst - Fransje Hessel - Betty Heukels - Penelope Heyns - James Hickman - Jörg Hoffmann - Wilma van Hofwegen - Anders Holmertz - Ewout Holst - Tonnie Hom - Pieter van den Hoogenband - Otto Hoogesteijn - Ernst Hoppenberg - Ria van der Horst - Katinka Hosszú - Joline Höstman - Kees Hoving - Andrij Hovorov - Sidni Hoxha - Joe Hudepohl - Geoff Huegill - Ragnhild Hveger - Frederik Hviid - Misty Hyman

## I
Emma Igelström - Salim Iles - Phathana Inthavong

## J
Mette Jacobsen - Piet Jacobszoon - Zsuzsanna Jakabos - Alexandre Jany - Chet Jastremski - Otylia Jędrzejczak - Jan Jiskoot - Kate Jobson - Pál Joensen - Jennie Johansson - Louise Jöhncke - Leisel Jones - Reggie de Jong - Saskia de Jonge

## K
Duke Kahanamoku - Anna-Karin Kammerling - Louise Karlsson - Jenny Kastein - Antti Kasvio - Joris Keizer - Christian Keller - Nancy Kemp-Arendt - Johan Kenkhuis - Dini Kerkmeester - Kerstin Kielgaß - Job Kienhuis - Kees Kievit - Lenore Kight - Klára Killermann - Cor Kint - Kosuke Kitajima - Bartosz Kizierowski - Truus Klapwijk - Michael Klim - Jana Klotsjkova - Ton van Klooster - Andrea Kneppers - Sjaak Köhler - Ada Kok - Gretta Kok - Mary Kok - Jevgeni Korotysjkin - Leen Korpershoek - Nyls Korstanje - Ko Korsten - Gérard de Kort - Joke de Korte - Gerrit Korteweg - Paweł Korzeniowski - Annabel Kosten - Jans Koster - Ágnes Kovács - Daniel Kowalski - Gordan Kožulj - Ilse Kraaijeveld - Lenny Krayzelburg - Hans Kroes - Lona Kroese - Ranomi Kromowidjojo - Ron Kroon - François van Kruisdijk - Jens Kruppa - René van der Kuil - Benno Kuipers

## L
Camille Lacourt - Corrie Laddé - Tineke Lagerberg - Giorgio Lamberti - Dick Langerhorst - Gunnar Larsson - Adrie Lasterie - Fanny Lecluyse - Jemal Le Grand - Christian vom Lehn - Celina Lemmen - Ingrid Lempereur - Bastiaan Lijesen - Robert Lijesen - Josefin Lillhage - Maritzka van der Linden - Giovanni Linscheer - Oleg Lisogor - Danyon Loader - Truus Looijs - Jemma Lowe - Linda Ludgrove - Stefanie Luiken

## M
Annelies Maas - Helene Madison - Stefaan Maene - Filippo Magnini - Tom Malchow - Trude Malcorps - Laure Manaudou - Claude Mandonnaud - Peter Mankoč - Mike Marissen - Rovena Marku - Margot Marsman - Angel Martino - Rie Mastenbroek - Roland Matthes - Elise Matthysen - Wijda Mazereeuw - James McLane - Maud van der Meer - Dominik Meichtry - Eduard Meijer - Rūta Meilutytė - Oussama Mellouli - José Meolans - Jenny Mensing - Wieger Mensonides - Malia Metella - Piet Metman - Arjen van der Meulen - Frits Meuring - Herman Meyboom - William Meynard - Hannah Miley - Karen Moe - Gerlacus Moes - Linda Moes - Chantal Molenkamp - Miguel Molina - Rikke Møller Pedersen - Bertus Mooi Wilten - Adrian Moorhouse - Martina Moravcová - Ed Moses - Eric Moussambani - Camille Muffat - Karen Muir - Marianne Muis - Mildred Muis - Ross Murdoch

## N
John Naber - Mai Nakamura - Eric Namesnik - Ryk Neethling - Sandra Neilson - Anthony Nesty - Robin Neumann - Luis Nicolao - Mie Nielsen - Marieke Nijhuis - Moniek Nijhuis - Judith de Nijs - Lenie de Nijs - Gabriela Ņikitina - Sara Nordenstam - Martha Norelius - Stefan Nystrand

## O
Jon Olsen - Susie O'Neill - Piet Ooms - Stefan Oosting - Simone Osygus - Jeanette Ottesen - Kristin Otto - Willy den Ouden - Aad Oudt - Puck Oversloot

## P
Paul Palmer - Denis Pankratov – Terence Parkin - Ivo Pavelić - Todd Pearson - Adam Peaty - Aaron Peirsol - Federica Pellegrini - Giacomo Perez-Dortona - Kieren Perkins - Michael Phelps - Karen Pickering - Chinyere Pigot - Diguan Pigot - Denis Pimankov - Carly Piper - Arjan van der Plaat - Diana van der Plaats - Catherine Plewinski - Igor Poljanski - Claudia Poll - Alexander Popov - David Popovici - Angela Postma - Camelia Potec - Irina Pozdnjakova - Peter Prijdekker - Galina Prozoemensjtsjikova - Jesse Puts

## R
Desi Reijers - Joost Reijns - Rica Reinisch - Robert Renwick - Karim Ressang - Pablo Restrepo - Nancy Riach - Alie te Riet - Dennis Rijnbeek - Anke Rijnders - Samantha Riley - Walter Ris - Markus Rogan - Phil Rogers - Sue Rolph - Jan Roodzant - Massimiliano Rosolino - Manon van Rooijen - Jeff Rouse - Sharon van Rouwendaal - Norbert Rózsa - Jolanda de Rover - Nils Rudolph - Caroline Ruhnau - Thomas Rupprath - Brian Ryckeman

## S
Jevgeni Sadovy - Vladimir Salnikov - Chris von Saltza - Francisco Sánchez - Kaitlin Sandeno - Anna Santamans - Johan Schans - Stans Scheffer - Joëlle Scheps - Fernando Scherer - Corrie Schimmel - Jessicah Schipper - Edsard Schlingemann - Roland Mark Schoeman - Bob Schoutsen - Hinkelien Schreuder - Irma Schuhmacher - Frits Schutte - Ben Schwietert - Jopie Selbach - Vladimir Selkov - Nida Senff - Piet van Senus - Hanna-Maria Seppälä - Andrij Serdinov - Alain Sergile - Jani Sievinen - Čaba Silađi - Jean van Silfhout - Bert Sitters - Johanna Sjöberg - Sarah Sjöström - Sophia Skou - Roman Sloednov - Graeme Smith - Michelle Smith - William Smith - Herman Smitshuijzen - Ingvild Snildal - Rebecca Soni - Inge Sørensen - Mark Spitz - Martin van der Spoel - Piet Stam - Brenda Starink - Petra van Staveren - Marrit Steenbergen - Britta Steffen - Lennart Stekelenburg - Alie Stijl - Velimir Stjepanović - Hannah Stockbauer - Patricia Stokkers - Kyle Stolk - Haike van Stralen - Jo Stroomberg - Eamon Sullivan - Glenn Surgeloose - Daichi Suzuki - Denys Sylantjev - Jolien Sysmans - Éva Székely

## T
Nobutaka Taguchi - Bastiaan Tamminga - Jean Taris - Rieneke Terink - Hannie Termeulen - Erica Terpstra - Mark Tewksbury - Stev Theloke - Piet ten Thije - Petria Thomas - Chris Thompson - Jenny Thompson - Ian Thorpe - Ineke Tigelaar - Annie Timmermans - Pieter Timmers - Giedrius Titenis - Joris Tjebbes - Natalie du Toit - Kira Toussaint - Gordon Touw Ngie Tjouw - Darian Townsend - Libby Trickett - Willy den Turk

## V
Marie-Louise Vaessen - Jolijn van Valkengoed - Thijs van Valkengoed - Nils Van Audekerke - Kim Vandenberg - Arianna Vanderpool-Wallace - Amy Van Dyken - Tom Vangeneugden - Nina Van Koeckhoven - Emmanuel Vanluchene - Martial Van Schelle - Rie van Veen - Mark Veens - Andre in het Veld - Annie Veldhuijzen - Marleen Veldhuis - Ria van Velsen - Wilma van Velsen - Bas van Velthoven - Raymonda Vergauwen - Joeri Verlinden - Esmee Vermeulen - Lieke Verouden - Evelyn Verrasztó - Sebastiaan Verschuren - Annemarie Verstappen - Cees Vervoorn - Rie Vierdag - Kirsten Vlieghuis - Nel van Vliet - Sandra Völker - Atie Voorbij - Koosje van Voorn - Elles Voskes - Wim de Vreng

## W
Jopie Waalberg - Maaike de Waard - Tini Wagner - Helen Wainwright - Neil Walker - Mark Warnecke - Winnie van Weerdenburg - Ferry Weertman - Bep Weeteling - Jan Weeteling - Johnny Weissmuller - Maarten van der Weijden - Amanda Weir - Matt Welsh - Tommy Werner - Erna Westhelle - Beverley Whitfield - Frank Wiegand - Geertje Wielema - Aschwin Wildeboer - Pauline van der Wildt - Boy van Wilgenburg - David Wilkie - Herman Willemse - Cees Jan Winkel - Corrie Winkel - Charlene Wittstock - Sándor Wladár - Jörg Woithe - Cecelia Wolstenholme - Marcel Wouda - Thierry Wouters

## XY
Bill Yorzyk

## Z
Gerhard Zandberg - Wendy van der Zanden - Loes Zanderink - Mitja Zastrow - Cor Zegger - Joanna Zeiger - Kate Ziegler - Mark van der Zijden - Nina Zjivanevskaja - Kateryna Zoebkova - Alberto Zorrilla - Attila Zubor - Martijn Zuijdweg - Robertas Žulpa - Margriet Zwanenburg - Klaas-Erik Zwering